# Вельгия (река)
Вельги́я — река в Боровичском районе Новгородской области. Длина реки — 45 километров, площадь водосборного бассейна — 390 км².
Исток реки расположен в еловом лесу к северо-востоку от деревни Старое Брызгово за озером Белое. Представляет собой напорный ключ в карстовой воронке. В верховьях река соединена каналом с озером Лимандрово. Река течёт в общем западном направлении. На берегах Вельгии располагаются деревни: Старое и Новое Брызгово, Межуричье, Поддубье, Верховское, Базарова Горка, Дубки. В низовьях огибает с востока город Боровичи и впадает в Мсту в 311 км по её правому берегу у деревни Гверстянка.

## Притоки
Объекты перечислены по порядку от устья к истоку.
- 4,5 км: Быстрица[5] (пр)
- Оловенка[5] (лв)
- Пожанка[5] (лв)
- 34 км: Голоховка[5] (пр)
- Кропивна[5] (пр)
- Феневка[5] (лв)

## История
В середине XIX века на реке Вельгии был построен небольшой завод по производству огнеупорного кирпича.
В 1888 году на берегу Вельгии промышленник С. С. Фурман построил бумагоделательную фабрику, работающую и по сей день.